# Justin de Chasseloup-Laubat
Pour les articles homonymes, voir Chasseloup.
Justin Napoléon, 2e marquis de Chasseloup-Laubat (20 juin 1800, Paris - † 6 octobre 1847, Francfort-sur-le-Main) est un homme politique français du XIXe siècle.

## Biographie

### Un avenir tout tracé...
Fils aîné de François Charles Louis de Chasseloup-Laubat, Justin suivit la carrière des armes, où son père s'était distingué.
Reçu le 1er janvier 1819, en qualité de d'élève surnuméraire à l'École d'application du Corps royal d'état-major, il fut créé sous-lieutenant le 6 octobre de la même année et admis comme élève-titulaire le 1er janvier 1820.
En 1821, il passa au 17e chasseurs (chasseurs des Pyrénées) avec le grade d'aide-major ; puis au 1er régiment de grenadiers à cheval de la garde comme lieutenant aide-major : il avait participé à l'expédition d'Espagne et à la prise du Trocadéro. Quand le général Guilleminot fut chargé de l'ambassade de Constantinople, Chasseloup-Laubat lui fut attaché comme officier d'état-major. On le chargea d'importants travaux topographiques sur les côtes du Bosphore et de la mer Noire, et il eut à remplir dans les années 1824, 1825 et 1826 des missions en Grèce, en Égypte et en Syrie. De retour en Turquie (juin 1826), il fut admis dans les cadres du corps royal d'état-major, mais mis en disponibilité. L'ordonnance du 10 décembre 1826, qui réorganisa ce corps, plaça Chasseloup-Laubat au 1er hussards, d'où il passa, le 3 mai 1829, avec le grade de sous-lieutenant, dans le 2e cuirassiers de la garde.

### ...bouleversé par lesTrois Glorieuses
La tradition militaire de sa famille, « couronnées » par les succès de son père dans l'arme du génie et la nomination de ce dernier comme pair de France laissent entrevoir un avenir bien défini pour Justin, mais compromis par les institutions de la Monarchie de Juillet. En effet celles-ci abolissent l'hérédité de la pairie.
À la révolution de Juillet, il perdit momentanément sa situation dans l'armée ; mais le maréchal Maison le rappela bientôt à l'activité en se l'attachant comme officier d'ordonnance (25 octobre 1830). Chasseloup-Laubat l'accompagna à l'ambassade de Vienne, puis à celle de Saint-Pétersbourg. De retour en France, il fut chargé en 1836, d'une mission en Algérie ; elle lui valut le grade de chef d'escadron d'état-major.
Peu de mois avant, il avait été élu conseiller général de la Seine-Inférieure pour le canton de Tôtes. Puis il sollicita (4 novembre 1837) les suffrages des électeurs de l'arrondissement de Dieppe (8e collège de la Seine-Inférieure) et fut élu député par 210 voix sur 360 votants et 486 inscrits.
Il avait dit dans sa circulaire électorale :

« Ami sincère de nos institutions, je veux les affermir et les compléter par des développements sagement progressifs. Je veux tout ce qui est favorable au bien-être du peuple et à l'accroissement des richesses intellectuelles du pays, mais je repousse avec une force égale, soit ses dangereux essais dont les vaines théories égarent les populations, soit toute tendance rétrograde vers des principes incompatibles avec notre époque. Mon drapeau, c'est le drapeau national, la Charte de 1830 et le roi élu par les Français. »

Chasseloup-Laubat soutint de ses votes le gouvernement, mais avec une certaine indépendance, et obtint sa réélection : le 2 mars 1839, par 321 voix (370 votants, 492 inscrits), le 9 juillet 1842, par 310 voix (374 votants, 505 inscrits), contre 54 à M. de Merlemont, et le 1er août 1846, par 353 voix (386 votants, 586 inscrits).
Il débuta à la tribune le 9 mars 1838, en appuyant la proposition du colonel Garaube, combattue par le ministère, et relative à une pension à accorder à la veuve du colonel Combes, tué sous les murs de Constantine. Il parla en 1839 sur la fixation du cadre de l'état-major-général de l'armée, et réclama une loi nouvelle et définitive sur la matière. Il combattit le projet de loi ministériel qui établissait pour les officiers généraux une double limite d'âge, l'une facultative, déterminée par le pouvoir royal, la seconde, obligatoire, déterminée par la loi. Il se mêla aussi à la discussion sur le projet destiné à assurer le maintien des armements maritimes, et aborda, à ce propos la question espagnole. Il soutint le ministère Molé, et vota avec les conservateurs dans les questions de politique intérieure, jusqu'à sa nomination comme ministre plénipotentiaire de France près la Confédération germanique.
Fils de maçon, « Lowton », il est lui-même initié à la loge «L’Union», à l’« Orient » de Paris.
Il avait été reçu Commandeur de la Légion d'honneur.
Il meurt, le 6 octobre 1847, dans l'exercice de ses fonctions à Francfort.

### Vie familiale
Fils aîné de François Charles Louis de Chasseloup-Laubat et Anne-Julie Fresneau ( † 23 juin 1848 - Château de Senaud, Albon (Drôme), petite-fille de François Fresneau et héritière du château de la Gataudière), Justin épouse le 26 décembre 1835 Marie Augustine Antoinette Le Boucher des Fontaines ( † 27 août 1860 - Paris), sans postérité.
À sa mort, son titre de marquis passa à son frère Prudent, qui épouse sa veuve trois ans plus tard.

## Titres
- 2e marquis de Chasseloup-Laubat en 1833.

## Distinctions
- Commandeur de la Légion d'honneur.

## Fonctions
- Conseiller général de la Seine-Inférieure pour le canton de Tôtes ;
- Député de Seine-Inférieure (arrondissement de Dieppe, 8e collège de la Seine-Inférieure) ;
- Ministre plénipotentiaire près la Confédération germanique.